# Collandres-Quincarnon
Collandres-Quincarnon är en kommun i departementet Eure i regionen Normandie i norra Frankrike. Kommunen ligger i kantonen Conches-en-Ouche som tillhör arrondissementet Évreux. År 2022 hade Collandres-Quincarnon 254 invånare.

## Befolkningsutveckling
Antalet invånare i kommunen Collandres-Quincarnon
Referens:INSEE